# Bessie Head
Bessie Amelia Emery Head (6 de julho de 1937 - 17 de abril de 1986) foi uma escritora sul-africana que, embora nascida na África do Sul, é geralmente considerada a escritora mais influente de Botswana . Ela escreveu romances, contos e obras autobiográficas repletas de questionamentos e reflexões espirituais.

## Biografia
Bessie Amelia Emery nasceu em Pietermaritzburg, África do Sul, filha de uma mulher "branca" e de um homem "não branco", como definidos na sua documentação, em uma época em que as relações inter-raciais eram ilegais na África do Sul. A mãe de Bessie, Bessie Amelia Emery, da rica família sul-africana Birch, foi hospitalizada por vários anos em hospitais psiquiátricos após a morte de seu primeiro filho, um menino. Ela estava no enorme hospital psiquiátrico em Pietermaritzburg quando deu à luz a Bessie. Embora ela não tivesse permissão para ficar com a criança, ela deu à filha seu próprio nome.
A bebê Bessie foi primeiro colocada com pais adotivos brancos na suposição de que ela era branca. Algumas semanas depois, esses pais perceberam que ela era morena e a devolveram às autoridades. Ela foi então colocada com uma família mestiça ou "de cor", os Heathcotes, em uma área pobre não branca de Pietermaritzburg. Aqui, ela cresceu com uma rígida mãe adotiva, Nelly Heathcote, e frequentou a Igreja Católica local e a escola primária. Ela nunca percebeu que não era filha biológica dos Heathcote. Ela teve uma infância quase normal de seu tempo e lugar, e notou somente como sua mãe adotiva se ressentia de seu amor pelos livros.
Quando Bessie tinha doze anos, depois de completar quatro anos de escola primária, as autoridades a transferiram para o St. Monica's Home for Colored Girls, um internato anglicano em Durban . A princípio Bessie tentou fugir e ir para casa. Mais tarde ela começou a apreciar a riqueza de livros e conhecimentos que a escola oferecia. No final do segundo ano, ela sofreu o primeiro grande trauma de sua vida. As autoridades disseram a ela abruptamente que ela era filha de uma mulher branca, não de Nelly Heathcote, e que ela não teria permissão para voltar para sua antiga casa nas férias de Natal. A jovem adolescente ficou arrasada e se retraiu em si mesma.
Dois anos depois, no final de 1953, Bessie foi aprovada no exame do Certificado Júnior. Ela fez um Certificado de Treinamento de Professores de dois anos em uma faculdade próxima enquanto morava em St. Monica's. Finalmente, no início de 1956, o tribunal a declarou adulta; ela recebeu um certificado provisório de ensino; e ela aceitou um emprego como professora em uma escola primária para negros em Durban. Durante esse tempo, ela desenvolveu amizades íntimas com vários funcionários brancos do St. Monica's, bem como vários membros da comunidade "indiana", e seu interesse por religiões não cristãs floresceu, especialmente pelo hinduísmo.
Por outro lado, ela teve apenas um contato passageiro com a maioria africana "preta" em Natal, cuja população era esmagadoramente zulu .
Em meados de 1958, cansada de suas rotinas diárias e sonhando com coisas maiores, Head pediu demissão do emprego. Ela deu uma festa de vigésimo primeiro aniversário com velhos amigos, depois pegou um trem para a Cidade do Cabo, onde pretendia ser jornalista.

### Cidade do Cabo e Joanesburgo
Os não-brancos urbanizados da África do Sul estavam começando a se revoltar sob as leis cada vez mais restritivas do apartheid. Vários jornais e revistas de grande circulação já atendiam a seus gostos, o mais famoso dos quais era o Drum. Nesssa época, Head procurou emprego na publicação irmã de Drum, o semanário Golden City Post . Ela trabalhou lá por quase um ano, arquivando matérias de tribunal e outras pequenas tarefas dadas aos novatos na redação. Ela escreveu com seu nome verdadeiro, Bessie Amelia Emery.
Embora a Cidade do Cabo fosse então de tamanho semelhante a Durban, era muito mais diversa e sofisticada, com uma história muito mais longa. Foi e é a capital política do país, sendo sede do seu Parlamento . Em Pietermaritzburg e Durban, Bessie tinha sido membro de um pequeno grupo minoritário, os mestiços de língua inglesa (mixed-race). Na Cidade do Cabo, ela de repente se tornou membro do maior grupo racial local — os negros —, mas que falava africâner em sua vida diária. Embora ela nunca tenha se sentido confortável com esse idioma derivado dos primeiros colonos holandeses da Cidade do Cabo,  mas ela logo aprendeu a se virar. O que ela achou mais difícil de aceitar foram as divisões nessa comunidade por tom de pele e status econômico. Ela era muito morena para se juntar à elite, então preferia se associar com os trabalhadores e subclasses no Distrito Seis, a grande comunidade de cor que vivia no lado oeste da Table Mountain, não muito longe do centro. Entre seu trabalho e seus aposentos no Distrito Seis, a jovem provinciana recém-chegada rapidamente adotou o estilo e o ritmo da cidade grande. Ela também se tornou mais consciente dos muitos conflitos internos da África do Sul.
Em 1959, Head mudou-se para Joanesburgo para trabalhar no Home Post, outra publicação irmã de Drum ; ela recebeu sua própria coluna e um salário fixo. Aqui ela conheceu escritores notáveis como Lewis Nkosi, Can Themba e Dennis Brutus, e experimentou sua própria escrita independente. Mas suas experiências de mudança de vida nessa época foram que ela entrou em contato com escritos políticos nacionalistas negros, especialmente os dos pan-africanistas George Padmore e Robert Sobukwe . Um dos livros de Padmore "me deu uma nova pele e uma nova vida que era totalmente inaceitável para as condições lá embaixo", ela escreveu mais tarde. Ela conheceu Sobukwe e achou uma presença pessoal avassaladora. Ela também entrou em contato com jazz e músicos de jazz, desenvolvendo uma paixão instantânea pelo jovem Abdullah Ibrahim, então conhecido como Dollar Brand, que liderava o principal conjunto de jazz do país.
O pessoal e o político explodiram no início de 1960. Head juntou-se ao Congresso Pan-Africanista (PAC) de Sobukwe algumas semanas antes de esse partido liderar um fatídico protesto em massa em Soweto, Sharpeville e outros municípios negros. Seguiu-se o massacre de Sharpeville, desencadeando mudanças políticas e sociais decisivas na África do Sul. Partidos políticos negros foram banidos e milhares de ativistas foram presos. Head trabalhou brevemente para apoiar os prisioneiros do PAC antes de ser presa em um terrível incidente de traição mútua entre simpatizantes do PAC. Embora as acusações contra ela tenham sido rejeitadas pela corte, ela logo caiu em uma depressão profunda e tentou o suicídio. Após uma breve hospitalização, ela voltou para a Cidade do Cabo, temporariamente abatida e desiludida com a política. Por volta de 1969, Head também começou a sofrer sintomas de transtorno bipolar e esquizofrenia
Depois de um ano escondida da polícia, Head reapareceu nos círculos intelectuais e políticos da Cidade do Cabo, associando-se aos intelectuais multirraciais do Partido Liberal, bem como aos agitadores do PAC. Ela começou a fumar e beber. Em julho de 1961, ela conheceu Harold Head, um jovem falante de cor de Pretória que tinha muitos dos mesmos interesses intelectuais que ela. Seis semanas depois, eles se casaram e, em 15 de maio de 1962, nasceu seu único filho, Howard Rex Head. A criança foi marcada por um distúrbio alcoólico fetal leve, então não reconhecido, que o afetaria por toda a vida. 
Tanto Harold quanto Bessie escreveram artigos nessa época, na maioria das vezes para The New African, um jornal mensal publicado na Cidade do Cabo. Bessie também escreveu uma novela dramática, The Cardinals, que não foi publicada por trinta anos. Em grande frustração, Bessie deixou a Cidade do Cabo no final de 1963 para viver com sua sogra perto de Pretória, levando Howard com ela. Ela se candidatou a um emprego de professora no vizinho Protetorado de Bechuanaland (atual Botswana ) e foi aceita. Embora ela não pudesse obter um passaporte, um amigo a ajudou a obter uma permissão de saída só de ida. No final de março de 1964, ela e o filho embarcaram em um trem para o norte. Head nunca mais viu a África do Sul.

### Botsuana
Em 1964, abandonando sua vida na África do Sul, ela se mudou com seu filho para Botswana (então ainda o Protetorado de Bechuanaland ) em busca de asilo, tendo se envolvido perifericamente com a política pan-africana . Levaria 15 anos para Head obter a cidadania de Botswana. Head se estabeleceu em Serowe, a maior das "aldeias" de Botswana (ou seja, assentamentos tradicionais em oposição a cidades de colonos). Serowe era famosa tanto por sua importância histórica, como capital do povo Bamangwato, quanto pela escola experimental Swaneng de Patrick van Rensburg . O chefe deposto do Bamangwato, Seretse Khama, logo se tornaria o primeiro presidente do Botswana independente. 
Sua morte prematura em Serowe em 1986 (48 anos) de hepatite ocorreu exatamente no ponto em que ela estava começando a obter reconhecimento como escritora e não era mais tão desesperadamente pobre.

## Escrita
Muitas das obras de Bessie Head são ambientadas em Serowe, como os romances When Rain Clouds Gather (1968), Maru (1971) e A Question of Power (1973). Os três também são autobiográficos; Quando Rain Clouds Gather é baseado em sua experiência de viver em uma fazenda de desenvolvimento, Maru incorpora sua experiência de ser considerada racialmente inferior, e A Question of Power baseia-se em sua compreensão de como era experimentar um sofrimento psicológico agudo.
Head também publicou vários contos, incluindo a coleção The Collector of Treasures (1977). Ela publicou um livro sobre a história de Serowe, o vilarejo em que se estabeleceu, chamado Serowe: Village of the Rainwind . Seu último romance, A Bewitched Crossroad (1984), é histórico, ambientado no Botsuana do século XIX. Ela também havia escrito uma história de dois profetas, um rico e outro que vivia na pobreza, chamado "Jacó: o padre que cura pela fé". Seu trabalho está incluído na antologia Daughters of Africa, de 1992, editada por Margaret Busby .
O trabalho de Head enfocou a vida cotidiana das pessoas comuns e seu papel nas lutas políticas africanas mais amplas. Idéias religiosas muitas vezes aparecem com destaque, como na obra Uma Questão de Poder . Head foi inicialmente criado como cristão; no entanto, ela foi posteriormente influenciada pelo hinduísmo (ao qual foi exposta por meio da comunidade indiana da África do Sul).
A maior parte de sua escrita ocorreu enquanto ela estava exilada em Botswana. Uma exceção é o romance The Cardinals (publicado postumamente), que é ambientada na África do Sul.
De certa forma, Bessie Head permaneceu uma estranha em seu país adotivo, e alguns estudiosos alegam que ela teve uma relação de amor e ódio com ele. Ela lutou contra uma doença mental e sofreu um grande episódio psicótico em 1969, que a levou a um período de internação no Lobatse Mental Hospital. Uma Questão de Poder, que Bessie Head considerou "quase autobiográfica" foi escrita após esse episódio.

### influências
Muito do trabalho de Head foi influenciado por Mahatma Gandhi, dizendo que ela "nunca havia lido nada que despertasse meus sentimentos como as declarações políticas de Gandhi". Head foi fortemente inspirada por Gandhi e pela maneira como ele descreveu claramente as questões políticas atuais. Lendo seus papéis, Head ficou maravilhado com o trabalho e chegou à conclusão de que Gandhi devia ser "Deus como homem".

## Legado
Em 2007, o Bessie Head Heritage Trust foi estabelecido, juntamente com o Bessie Head Literature Awards . Em 12 de julho de 2007, a biblioteca em Pietermaritzburg foi rebatizada de Bessie Head Library em sua homenagem.